# Aligot cellut
L'aligot cellut (Leucopternis kuhli) és una espècie d'ocell de la família dels accipítrids (Accipitridae). Habita la selva de l'oest d'Amèrica del Sud, a l'est del Perú, nord de Bolívia i el Brasil amazònic. El seu estat de conservació es considera de risc mínim.